# Jabal Ḩajar az Zarqā'
Jabal Ḩajar az Zarqā' är ett berg i Egypten.   Det ligger i guvernementet Al-Bahr al-Ahmar, i den sydöstra delen av landet, 1 000 km söder om huvudstaden Kairo. Toppen på Jabal Ḩajar az Zarqā' är 703 meter över havet, eller 229 meter över den omgivande terrängen. Bredden vid basen är 10,9 km.
Terrängen runt Jabal Ḩajar az Zarqā' är huvudsakligen platt, men norrut är den kuperad. Jabal Ḩajar az Zarqā' är den högsta punkten i trakten. Trakten runt Jabal Ḩajar az Zarqā' är nära nog obefolkad, med mindre än två invånare per kvadratkilometer. Det finns inga samhällen i närheten. Trakten runt Jabal Ḩajar az Zarqā' är ofruktbar med lite eller ingen växtlighet.